# Гай Скрибоний Курион (претор 193 года до н. э.)
Гай Скрибо́ний Курио́н (лат. Gaius Scribonius Curio; умер после 174 года до н. э.) — римский политический деятель и оратор из плебейского рода Скрибониев, претор 193 года до н. э. Первый носитель когномена Курион (Curio), передавший его своим потомкам.

## Биография
Гай Скрибоний принадлежал к плебейскому роду Скрибониев, представители которого впервые упоминаются в связи с событиями Второй Пунической войны. В «Пунике» Силия Италика фигурирует Скрибоний Курион родом из Пицена, сражавшийся при Каннах и утонувший в реке Ауфид. Впрочем, точно известно, что когномен Курион появился позже, из-за чего антиковед Ф. Мюнцер поставил под сомнение и происхождение Скрибониев из Пицена. Уверенно можно сказать только, что этот род был одним из тех аристократических семейств, которые в III веке до н. э. перебрались в Рим из других городов Италии.
Именно Гай благодаря назначению на пост верховного куриона первым получил прозвище Курион, ставшее когноменом для его потомков.
По мнению некоторых учёных, Гай Скрибоний мог начать свою политическую карьеру с должности монетного триумвира: денарии с надписью C. Scr(ibonius), согласно одной гипотезе, были отчеканены около 200 года до н. э. (и тогда их чеканкой занимался именно первый Курион), а согласно другой — в промежутке между 172 и 151 годами до н. э., и тогда монетарием был представитель следующего поколения рода, носивший то же имя.
Достоверно известно, что в 196 году до н. э. Гай Скрибоний занимал должность плебейского эдила. Вместе с Гнеем Домицием Агенобарбом он привлёк к суду ряд откупщиков общественных пастбищ; трое из них были осуждены, и на деньги, выплаченные ими в качестве штрафа, эдилы построили храм на острове Фавна. Эдилы организовали двухдневные Плебейские игры и пир для горожан. В 193 году до н. э. Гай Скрибоний стал претором, причём получил наиболее почётное место в коллегии — пост городского претора (praetor urbanus). Известно, что в начале года он ввёл в сенат послов от греческих общин и от царей Востока. В 174 году до н. э. Гай Скрибоний получил жреческий сан верховного куриона, освободившийся со смертью во время эпидемии Гая Мамилия Ателла. С этого момента он возглавлял коллегию, включавшую тридцать курионов, каждый из которых ведал религиозными культами в своей курии. Гай принял этот пост как высшее отличие, и слово Курион с этого момента стало частью имени для него и его потомков (впрочем, у Тита Ливия этот когномен фигурирует уже в связи с событиями 196 года до н. э.).
Возможно, сын Гая Скрибония, носивший то же имя, занимал должность монетария в период между 172 и 151 годами до н. э. Ближайший к претору 193 года до н. э. Гай Скрибоний Курион, существование которого надёжно подтверждается источниками, — претор 121 года до н. э.